# Ленуар, Альбан
Альбан Ленуар (фр. Alban Lenoir; род. 16 декабря 1980, Дижон) — французский актёр. Снимался в таких фильмах, как «Холостяки в отрыве», «Антиганг». Также принимал участие фильмах «Заложница» и «Глюк» в качестве каскадёра.

## Биография
В 2005 году написал в соавторстве с Симоном Астье пьесу «Между двумя», в которой сам и сыграл. Эта пьеса повествует о приключениях двух персонажей — Альбана и Симона.
В 2007 году сыграл в сериале «Камелот» персонажа по имени Фергю, одного из воинов Ланселота. Его персонаж обладает маленьким словарным запасом и является, сам по себе, наивным человеком.[что?]
В 2008—2015 годах исполнял роль Клауса в «Силе Мустанга»[уточнить]. Его герой наделён способностями телекинеза, но он хочет стать самым сильным человеком в мире. Это персонаж, трогательный и немного грубый, лучший друг главного героя Джона, роль которого исполняет Симон Астье, создатель сериала.
В 2013—2015 годах играл роль[где?] сержанта Честера — амбициозного военного, который всеми силами пытается проявить мужество.
Осенью 2014 года он приехал в Париж и снимался в фильме Бенжамена Роше «Антиганг», в компании с Жаном Рено и Тьерри Нёвиком.

## Интересные факты
- Альбан Ленуар выступал в качестве сценариста в таких сериалах, как «Корпорация героев[фр.]» и «Без лица[фр.]».
- Для роли в фильме «Француз» Альбан набрал и сбросил около 15 кг.
- Принимал участие в фильмах не только в качестве актёра, но и как каскадёр.